# ツナガロッタ
『ツナガロッタ』（TSUNAGA Lotta）は、コナミデジタルエンタテインメント（2016年11月にコナミアミューズメントに運営移管）が2016年に稼働を開始したメダルゲーム。2018年4月27日には2作目『ツナガロッタ アニマと虹色の秘境』が稼働を開始した（以降、第1作を『1』と表記する場合がある）。
『アニマロッタ』、『カラコロッタ』に次ぐアニマが登場するシリーズ3作目の物理抽選ゲーム（『アニマロッタ3 伝説のアニマ』、『カラコロッタ2 ワンダフルオーシャン』以降のシリーズとの連動あり）。各サテライトは『1』はひょうたんの形のようになっており、『アニマと虹色の秘境』では縦型長方形で各サテライトごとに色が違う形になっている。

## 筐体
半円の放射状にサテライト8台が設置され、その中央には16個のポケットが設置されている抽選機がある（抽選の様子は各サテライトにも映される）。また、壁面のスクリーンは可動式となっている。抽選されたボールはカラコロッタのように即時回収される。一部のゲームではサテライト側で役物が移動するため、配当を得られるポケットがリアルタイムに変化するため、リーチの表示も移動する。

### 全国抽選
通常ゲームでは各店舗ごとの抽選を行っているが、ワンダーチャンス以降は全国のゲーム機を通信させてランキング集計を行い、さらにJACKPOTチャンス以降は全国抽選を行っている。JPチャンスとSPECIAL JACKPOT CHANCE(JACKPOT CHANCE FINAL)の2つで、コナミツナガロッタスタジオから全国に配信されている。また、全国通信で行う店舗間の対戦イベントなども様々ある。

### コナステ版
ボール抽選はオリジナル筐体を再現したCG上で行われる。JACKPOTチャンスやSPECIAL JACKPOT CHANCEはアーケード版と同様、コナミツナガロッタスタジオから全国に配信される。BETにはPASELI・CP（Android・ios版専用通貨）で購入できる「コナステメダルコーナー専用メダル」を使用する。一部のデータはアーケード版と共有だが、アニマップや☆などはアーケード版とは別に集計されるので共有できない。またゲームの種類は初期状態では『1』でプレイできるビンゴトレジャー・ラインボンバー・アニマトレインの3種類のみとなる。ゲームシステムは『アニマと虹色の秘境』相当。

## ゲーム
1ゲームにつき抽選されるボールは9個（2個→2個→2個→2個→1個）で、4球目と5球目の間にビンゴトレジャーのシンキングタイムがある。

### ツナガロッタ1からあるゲーム

#### ラインボンバー
爆弾を爆発させてブロックを消し、パネルを獲得するゲーム。『アニマロッタ』の「チェーンボンバー」に似たゲーム。
- 盤面は上から2,4,6,8,8,6,4,2の40マス。パネルは配当の高さに応じて大きくなる。
- たまにチャンスゲームになる場合があり、配当の小さなパネルがマス目全体に設置されたり、すべてのポケットがLINE配置になったりと、高配当獲得のチャンスとなっている。
- 抽選されたポケットのマスに爆弾が設置され、爆弾が設置されているマスが抽選されると爆弾が爆発。爆発したマスに隣接した爆弾も誘爆する。LINEと書かれたポケットに入ると、対角線状に爆弾が並べられる。
- 爆発後にブロックが落下した結果、同じ色のブロックが隣接した場合そのブロックが消える。
- パネルの上にあるブロックがすべて消えた場合、配当獲得。
- 全てのブロック、爆弾が消えると全消しボーナス獲得で超高配当獲得。一度獲得しても、もう一度すべて消えると再び獲得することも可能。
- ワンダーステップはリンゴが表示されたパネルを獲得した場合に獲得。

#### ビンゴトレジャー
4x4ビンゴカードでビンゴを作るゲーム。
- ゲーム開始後に1から16までの数字が1つずつ割り振られたビンゴカードが表示される。
- 初期状態ですでに有効なFREEマスが2つ、抽選されるとポケットリンクが増えるポケットや矢印の方向のマスも有効になるチャンスパネルが配置される。
- 5球目以降のポケットを連結させる（例：3-4-5と連結させた場合3,4,5のどのポケットに入っても3,4,5のマスがすべて有効になる）ポケットリンク（最低2ポケット、4球目までの抽選によってはリンクできるポケットが増える場合あり）は4球目終了後のシンキングタイムでどこをリンクさせるか決められる。
- 成立ライン数に応じて配当獲得。FREEマスを含めて抽選されたマスに重複して入った場合はオッズアップ。
- ワンダーステップはリンゴが表示されたラインのビンゴが成立すると獲得。

#### アニマトレイン
抽選ステージ上の円形の線路を走る列車にボールを入れるゲーム。
- 2両目以降（貨車）に当たるとクリスタルのレベルがアップ（最大Lv.5まで）。クリスタルの個数に応じて配当獲得。
- 「継続」と書かれたマスに入ると、GOLDスタンプが1つ押されて次ゲームにスタンプ数が継続。
- スタンプが8個押されると次ゲームからGOLD RUSHとしてクリスタルが金塊に変化し配当アップ。継続に入らないゲームが来るまでGOLD RUSHが継続される。稀に継続マスに入らなくてもスタンプを獲得することがありこの場合も次ゲームに継続される。
- スタンプを1個でも得た場合や、GOLD RUSHが継続した場合はBETボタンが「継続」ボタンに変わり、選択するとスタンプ数を次のゲームに受け継いだ李、GOLD RUSHを再開できる。ただし原則として前回BETした枚数を全てをBETする必要がある(変更不可)。「はじめから」ボタンを押すと進行状況がリセットされてしまうがBET枚数を変更できるようになる。
- 先頭車両（汽車）に当たると全車両のクリスタルとGOLDスタンプを獲得。
- ワンダーステップは表示された個数以上のクリスタルを獲得すると獲得。

### アニマと虹色の秘境から追加されたゲーム

#### ホレホレスプラッシュ
ドリルで穴を掘り噴水を掘り当てるゲーム。
- 3層の地盤が回転しており、ボールが抽選されるとドリルが作動し、その時そこにあった地盤が掘られる。
- 通常のドリルでは1マス掘られるが、金色のドリルが配置されたポケットでは2マス分掘られる。
- 爆弾の書かれた地盤が掘られると周囲の地盤が破壊される。
- 地盤の中央にある4層目の金塊を掘る（スプラッシュ）と掘った回数に応じて配当獲得。ODDS UPの地盤を掘るとオッズアップ。
- スプラッシュ6回以上でスーパースプラッシュで超高配当獲得。
- ワンダーステップは表示された個数以上のクリスタルを獲得すると獲得。

#### もぐもぐレストラン
料理を完成させてアニマに食べさせるゲーム。シークレットゲームとしてもぐもぐスイーツパーラーがあり、アニマップを使って開放することでプレイできる。
- ポケットには料理が配置されており、抽選されるとその料理（初期状態はモノクロで、5分割の線がある）に左から色がつく。全部の料理が1マス作られるALLポケットもある。高配当の料理ほどポケット数が少ない。
- ポケットに入った後、ランダムに1ヶ所のポケットが2マス獲得できるものに変化する場合がある。
- 料理が完成する（色がつく）と配当獲得。完成済みの料理のポケットに入ると、さらに表示分の配当を獲得。
- 全料理が完成すると全もぐボーナスで超高配当獲得。
- ワンダーステップはリンゴが表示された料理が完成すると獲得。
- もぐもぐスイーツパーラーでは、「LUCKY!?」と書かれたポケットが登場し、このポケットに入るとランダムに1ヶ所のポケットが複数マス獲得できるものに変化するが、入っても何も起こらないハズレになる場合もある。

## ワンダーチャンス
『1』ではアニマロッタ、カラコロッタと同じく、ワンダーステップを7ゲーム目までに7個、『アニマと虹色の秘境』では7ゲーム目までに1個でもワンダーステップを集めるとワンダーチャンスに入る。
ワンダーチャンスは全国のプレイヤーで同時に行うという仕様上、6ゲーム目までにワンダーステップを集めても、ワンダーチャンスは8ゲーム目からの3ゲームと固定されている。
6つのビンゴカードが配られ、1ラインでもビンゴしたら次のビンゴカードにチェンジする。中には全て同じ数字のチャンスカードが出ることもある。3ゲームでの合計成立ラインが全国上位20位、ラッキーランカー4名、最下位1名の合計25名（『アニマと虹色の秘境』ではラッキーランカー1名分が削減され24名）がジャックポットチャンスに進出する。また、参加者全員にライン成立ごとの配当がある。

## JACKPOTチャンス
- 『1』では自分のポケットに3回以上入ると、JACKPOT CHANCE FINAL進出となる（4回以上入っても特典なし）。
- 『アニマと虹色の秘境』では3回入るとJACKPOT獲得となり、4回以上入った場合はJACKPOTの配当が倍になる（3球獲得時のJACKPOT×（入った球数-2）。また、25番のポケットがSPポケットに変化し、SPポケットに3回入るとSPECIAL JACKPOT CHANCEが発生。自分のポケットに3球以上入ったプレイヤーがSPECIAL JACKPOT CHANCEに進出。SPポケットに4回以上入った場合は、SPECIAL JACKPOTの倍率（3球で×2）が上昇する（1球入るごとに×1ずつ）。
- 最後の1球は3球扱い（それまで0球でも突破）のため、最後まで全プレイヤーにチャンスがある。

## JACKPOT CHANCE FINAL→SPECIAL JACKPOT CHANCE
- JACKPOTチャンスで3回以上入ったプレイヤーが挑戦できる。
- 『1』のJACKPOT CHANCE FINALは、12個のポケットのうち、自分のポケット（原則均等に割り当てられるが、突破者が12で割り切れない人数（5、7、8、9、10、11人）だった場合は余ったポケットは最速突破者のポケットになる）に入るとJACKPOT獲得になる。
- 『アニマと虹色の秘境』のSPECIAL JACKPOT CHANCEは、JACKPOTチャンスでSPポケットに3回以上入った場合のみ発生する。獲得したJACKPOTの倍増を賭けて挑戦する（入らなくてもJACKPOTの没収等のペナルティは無い）。

## イベント
JACKPOTに関連するイベントとして、ドリームバトルとキングチャレンジの2つがある。JACKPOTを獲得した場合、特殊アイテムを入手できる。本イベントに限り、『アニマと虹色の秘境』についても『1』と同様のルールで行われる。
- ドリームバトルは、ワンダーチャンスで一番ラインを多くそろえたプレイヤーを店舗代表として全国25店舗でJACKPOTチャンス以降を抽選する。JACKPOTを獲得した場合、店舗の参加者全員にJACKPOT配当と特殊アイテムを獲得する。
- キングチャレンジは、参加人数が多くなる代わりに、JACKPOT配当も多くなり、優勝者は特殊アイテムを獲得する。